# Estudo longitudinal
Estudo longitudinal é um método de pesquisa que visa analisar as variações nas caraterísticas dos mesmos elementos amostrais (indivíduos, empresas, organizações, etc.) ao longo de um longo período de tempo - frequentemente vários anos. Os estudos longitudinais são muito usados na Psicologia, Medicina (em especial na Epidemiologia de doenças), e também na Economia e Sociologia.
Os estudos longitudinais são tipicamente estudos observacionais, pois geralmente se limitam a observar os elementos amostrais sem manipular fatores que possam alterar as variáveis de interesse. No entanto, podem ser utilizados também em estudos experimentais. Por exemplo, para verificar a eficácia de um tratamento para o distúrbio do estresse pós-traumático, pesquisadores podem analisar o estado psicológico dos indivíduos incluídos no estudo antes e depois do tratamento, complementando o experimento com um estudo longitudinal, que acompanhará a eficácia do tratamento ao longo de vários anos.
Por meio dos estudos longitudinais, os cientistas sociais podem compreender as mudanças sociais melhor do que seria possível por meio dos estudos cross section. Os estudos longitudinais utilizam a mesma amostra em todas as "ondas" de coleta de dados, enquanto os estudos cross section utilizam diferentes amostras a cada "onda" de coleta de dados. Nesse último caso, é mais difícil estabelecer relações de causa-efeito entre variáveis, pois cada amostra utiliza diferentes indivíduos e as variáveis observadas podem apresentar variações em momentos diferentes, que não coincidem com o momento da coleta de dados. Nos estudos longitudinais, por outro lado, os pesquisadores estão interessados na trajetória de vida dos indivíduos incluídos na amostra, o que permite uma compreensão mais profunda sobre as relações entre as variáveis observadas, como, por exemplo, entre nível educacional e empregabilidade, entre formação profissional e atuação da área, etc..